# Segunda ofensiva de Palmira
La Segunda ofensiva de Palmira es una operación lanzada por el Ejército Árabe Sirio en julio de 2015, con el objetivo de recapturar la ciudad de Tadmur, conocida por las ruinas de Palmira.

## Trasfondo
En mayo de 2015, el grupo terrorista Estado Islámico se hizo con el control de Palmira y sus alrededores tras una gran ofensiva.
Entre los días 15 y 22 de junio, el Ejército recapturó el campo petrolífero de Jazal y abrió una línea de aprovisionamiento desde el campo hacia las ciudades en manos del gobierno, con lo cual, las fuerzas leales al presidente Al Assad se encontraban a sólo 10 km de Palmira, aunque esto no fue el comienzo de una contraofensiva a gran escala. Los terroristas, posiblemente como medida de prevención ante una eventual avanzada siria, minaron el sitio arqueológico de Palmira, que son Patrimonio de la Humanidad.

## Desarrollo
El 8 de julio, el Ejército, con respaldo de la Fuerza Aérea y la Fuerza de Defensa Nacional, dieron inicio a una ofensiva para recuperar Palmira, y para el día siguiente se encontraban a 4 o 5 km de la ciudad. Las fuerzas armadas se hicieron con un área de 15 km al oeste de Palmira, y recapturaron Nuzl Hayal y Tal al-Marmala, a 10 km del centro de la ciudad.
El Ejército avanzó aún más el 11 de julio, y se informó que 12 soldados y 30 terroristas habían muerto desde el inicio de la ofensiva.
El 13 de julio, las Fuerzas Tigre, la unidad de fuerzas especiales del Ejército, recapturaron las canteras en el noroeste. Según una fuente militar, las tropas del gobierno se encontraban a menos de 2 km del puesto de control de Qassoun, que conduce a las montañas del mismo nombre. 
El 15 de julio, el Ejército y las FDN lograron recapturar Al-Meshtal y Qasr Al-Hayr, en el sureste de Palmira. Durante las siguientes 24 horas, el frente de batalla entre las Fuerzas Tigre y Estado Islámico se movió hacia el suroeste de las canteras, mientras que el Ejército recapturó Wadi al-Abyad.
Los combates continuaron entre los días 20 y 22 de julio. El día 24, el Ejército reanudó sus operaciones en el perímetro sur de las canteras.
Dos días después, las fuerzas del gobierno recapturaron unas colinas estratégicas que les permitirían vigilar a los terroristas en Palmira. El 27 de julio, tras tres horas de combate, el Ejército y Hezbolá recapturaron el castillo de Palmira, a 3 km de la ciudad. También surgieron grabaciones que muestran a alrededor de 300 terroristas huyendo hacia Raqqa, capital de facto de Estado Islámico. El 1 de agosto, el OSDH informó que la Fuerza Aérea aún bombardeaba Palmira.
El 4 de agosto, Estado Islámico lanzó una contraofensiva y volvió a hacerse con las canteras, pero el ataque fue repelido por el Ejército, que recapturó gran parte del territorio perdido. Sin embargo, la ciudad de Al Qaryatayn cayó en manos de Estado Islámico al día siguiente.
Mientras tanto, el grupo terrorista estableció un plazo de un mes para que los funcionarios gubernamentales que aún continuaban sus funciones en Palmira se «arrepientan» y juren lealtad a Estado Islámico.